# Hornos
Hornos es una localidad y municipio español de la provincia de Jaén, en la comunidad autónoma de Andalucía, perteneciente a la Comarca de Segura. Tiene una extensión superficial de 118,4 km². Tiene una población de 573 habitantes (INE 2024).

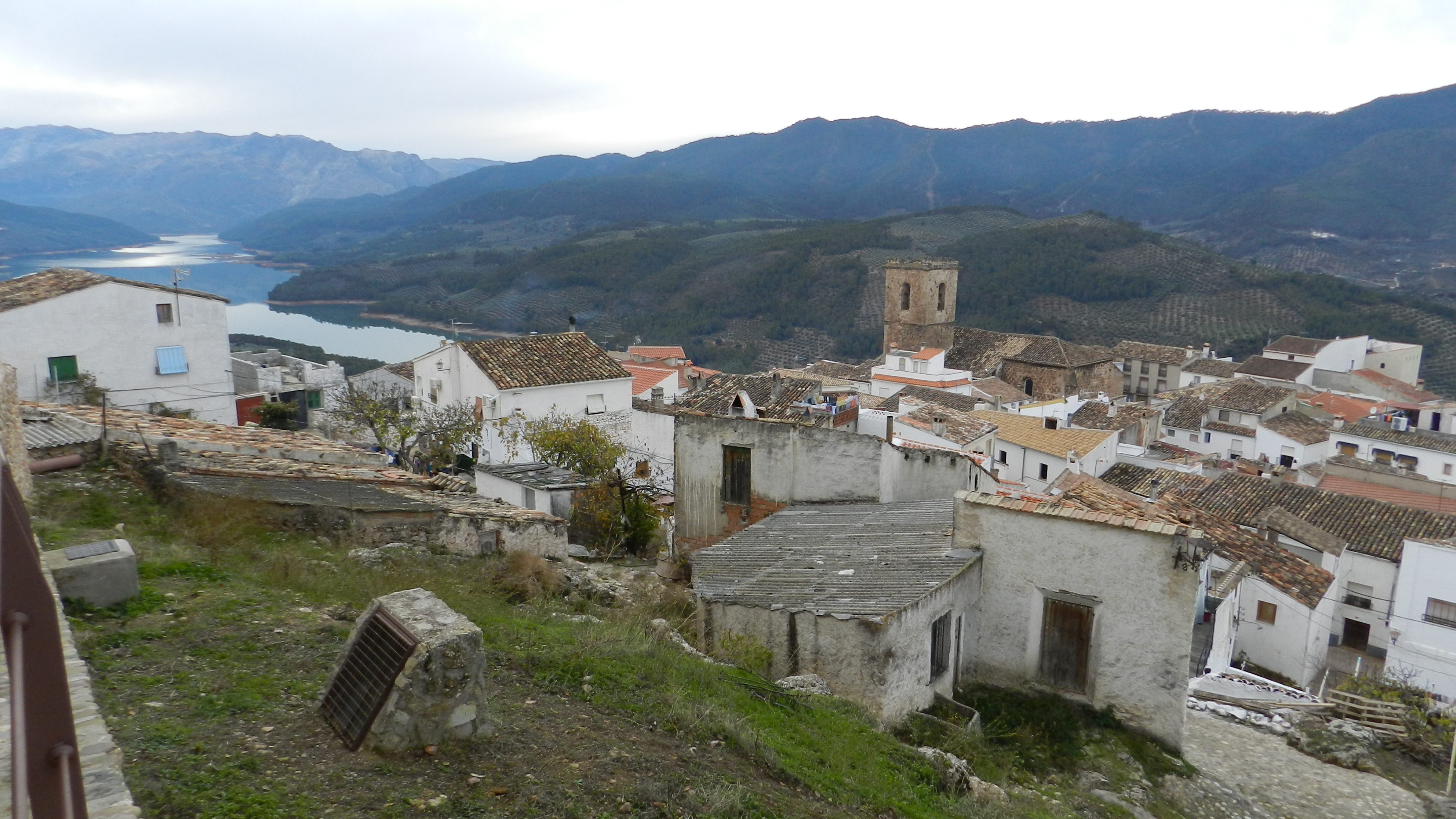
Vista de Hornos desde el Castillo

Su término municipal pertenece íntegramente al parque natural de la Sierra de Cazorla, Segura y Las Villas, incluyendo el exclave de Cabeza de la Viña enclavado dentro del término de Santiago-Pontones.

## Símbolos
Escudo

Escudo cuartelado: I cuartel: En gules, una cruz patriarcal de oro. II cuartel: En azur, un roble de sinople, atravesado por un lobo pasante, de sable; III cuartel: En gules, cuatro barras de sinople (contraviene las leyes heráldicas al superponer esmalte sobre esmalte). IV cuartel: En gules, una llave de oro, puesta en palo, con el ojo mirando al jefe. Contorno hispano-francés y timbre de corona de infante, elementos estos últimos a sustituir por el contorno español, y la corona real cerrada, según la normativa en vigor.

Bandera

## Geografía física

### Orografía
Red geodésica
| Término municipal | Punto geodésico | Altitud   | Número | Hoja MTN | Coordenadas                     |
| ----------------- | --------------- | --------- | ------ | -------- | ------------------------------- |
| Hornos de Segura  | Aroca           | 1.531,402 | 88750  | 887      | 38°13′N 2°43′O / 38.217, -2.717 |
| Hornos de Segura  | Entredicho      | 1.323,652 | 88711  | 887      | 38°13′N 2°43′O / 38.217, -2.717 |
| Hornos de Segura  | Hornos          | 1.142,441 | 88742  | 887      | 38°13′N 2°43′O / 38.217, -2.717 |
| Hornos de Segura  | Monteagudo      | 1.145,928 | 90839  | 908      | 38°13′N 2°43′O / 38.217, -2.717 |

## Historia y arte
El Castillo de Hornos de Segura, siglos XII al XIV, domina la Villa desde su atalaya rocosa, y es la referencia principal del conjunto histórico-artística junto con la iglesia de Ntra. Señora. de la Asunción (siglo XVI), la puerta de la Villa y el fuerte (de origen romano). 

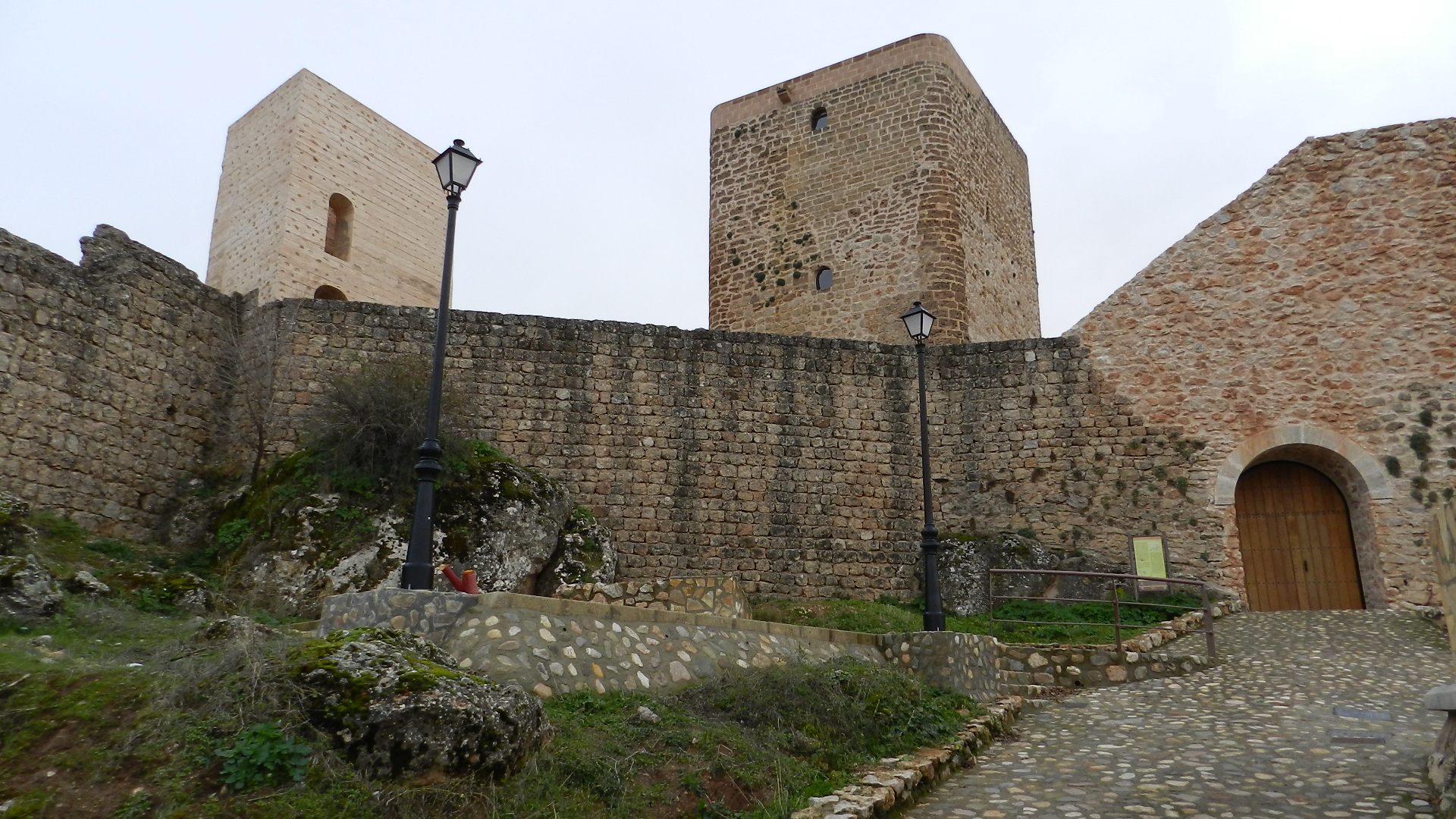
Castillo

Hacia el castillo convergen los restos de lienzos de las antiguas murallas que, en otro tiempo, circundaban totalmente la Villa. De carácter netamente defensivo, el conjunto está formado por la Torre del Homenaje, tres torres pequeñas y los restos de una gran sala de la que ya solo queda el muro exterior que cerraba el patio de armas, conservando también los restos de otros elementos amurallados.

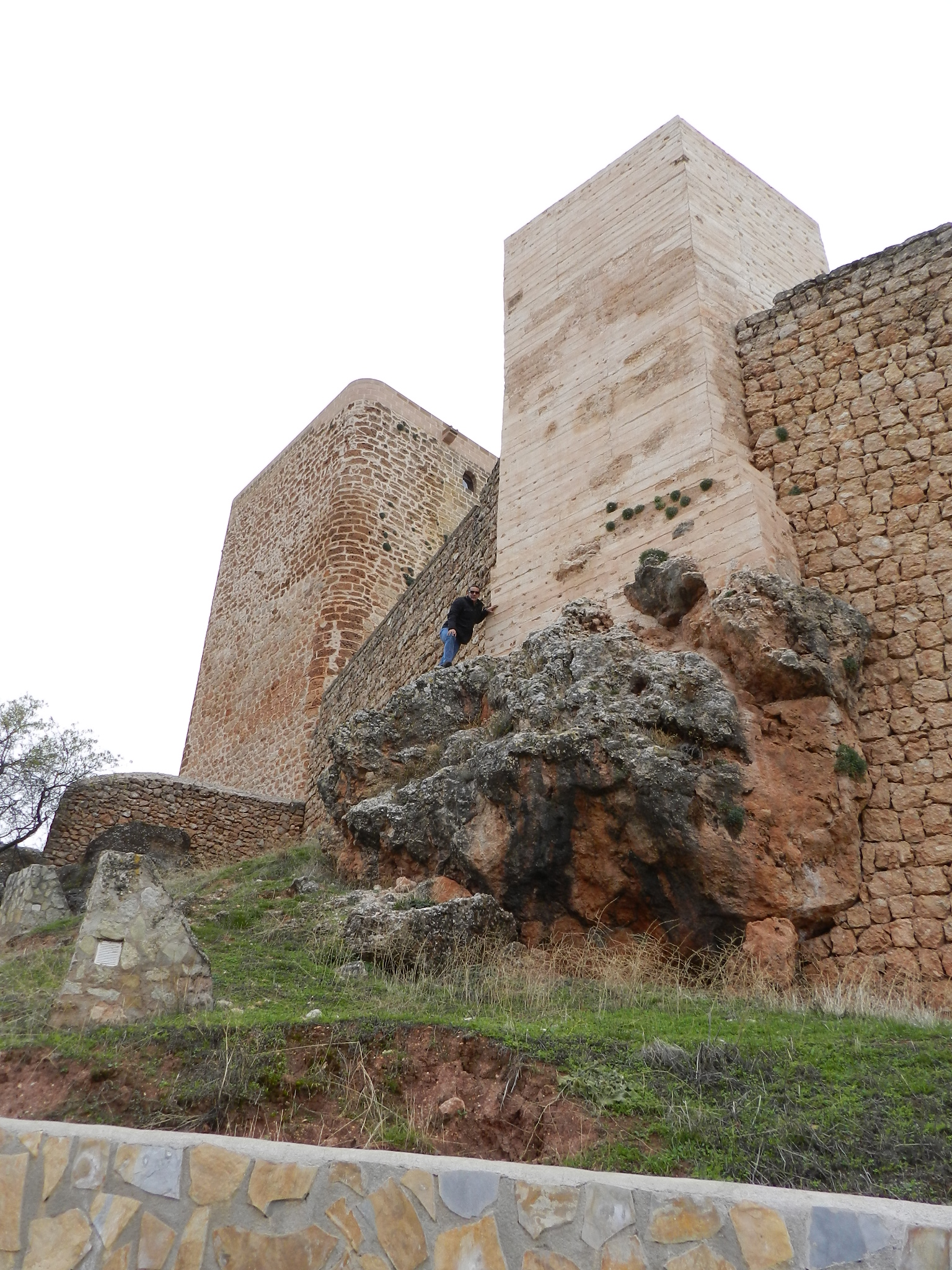
Otra vista del castillo

La Torre del Homenaje es una construcción con esquinas redondeadas y mampostería menuda a base de materiales propios de la zona, entre los que sobresale la “toba”. Presenta cómo peculiaridad una sola entrada a media altura a la que se accedía por parapetos, posiblemente de madera, que eran retirados en caso de peligro quedando la Torre aislada. En su interior destacan dos salas abovedadas comunicadas por una escalera labrada en el grueso del muro, por la que también se accede a una terraza que pudo ser antaño “almenada”.
El Conjunto defensivo es junto con el castillo de Segura de la Sierra, una de las fortalezas más recias y fuertes de toda la sierra de Segura. Actualmente se encuentra rehabilitado y alberga el Taller de Astronomía de Hornos de Segura que incluye el Cosmolarium un museo con exposiciones sobre el Universo, un observatorio astronómico con varios telescopios, el planetario con diversas proyecciones astronómicas y una amplia sala de exposiciones entre otras dependencias. Abrió de nuevo sus puertas al público en la Semana Santa de 2022 incluyendo observaciones astronómicas los fines de semana, visitas guiadas y sesiones del planetario.

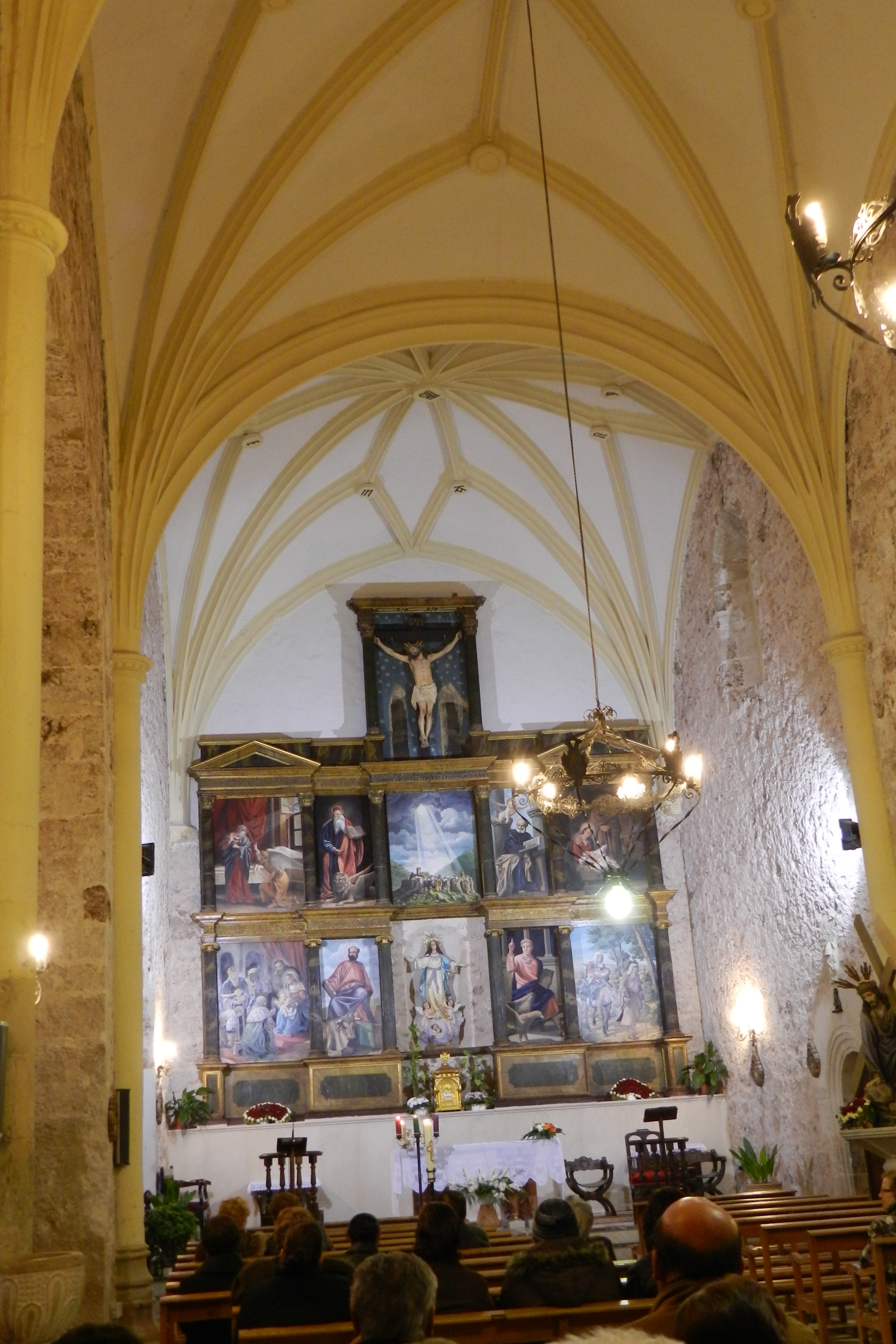
Interior de la iglesia

La iglesia parroquial de N.ª S.ª de la Asunción es construcción gótica de la primera mitad del siglo XVI. Aquí trabajó entre 1523 y 1549 el cantero Juan de Múgica. Sigue el estilo propio de las iglesias de la Orden de Caballería de Santiago. 
Su planta se organiza en torno a una nave central, con capillas a los lados. Las cubiertas son góticas, destacando la estrellada que cubre el Presbiterio o altar mayor. El retablo es de fines del XVI según consta inscrito en el mismo.

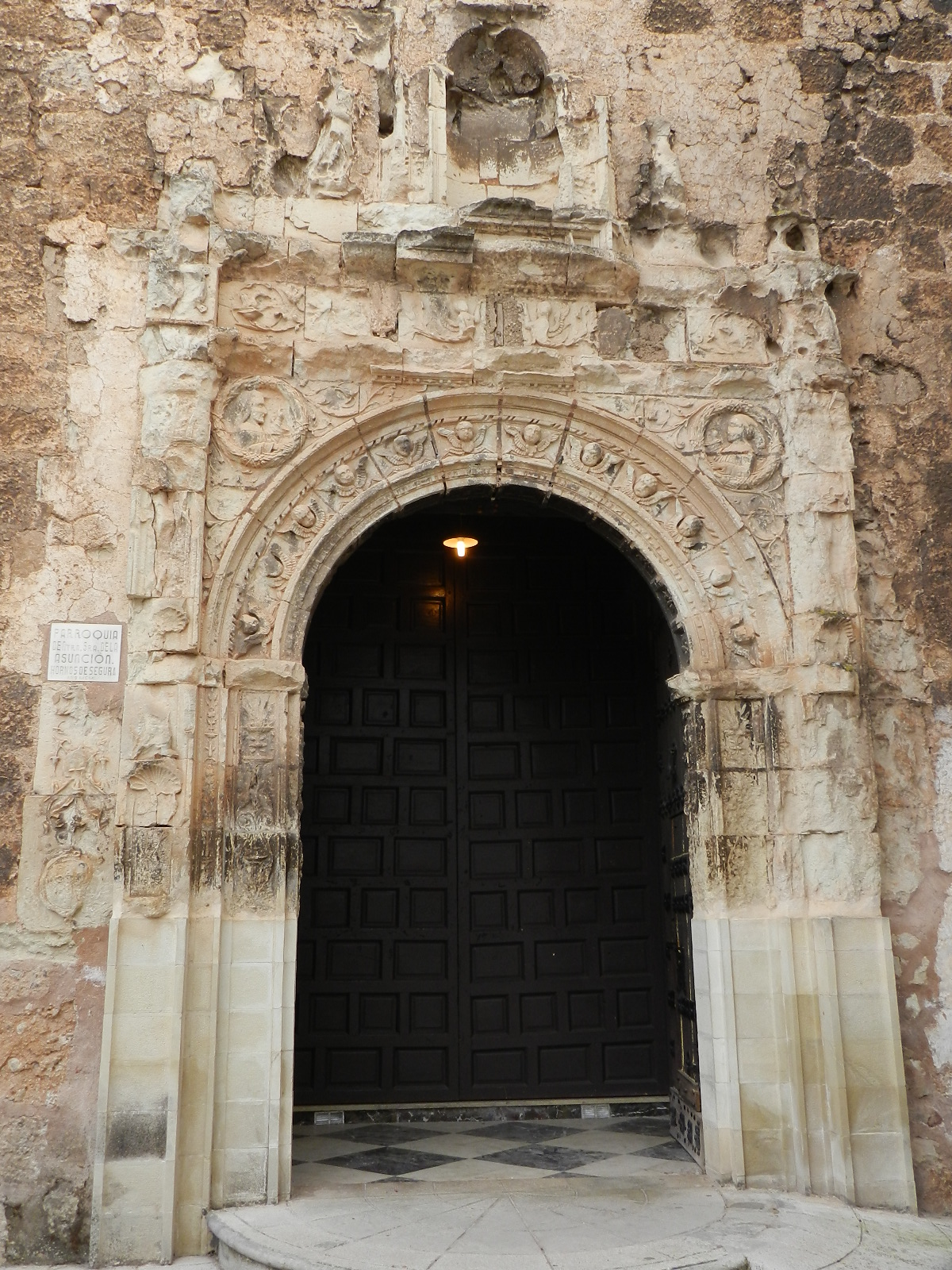
Portada renacentista

La portada, una de las primeras muestras del plateresco en la provincia de Jaén, está bastante deteriorada por el tiempo. La primera portada se situó dos capillas a la izquierda de la actual. Dos pares de contrafuertes, en la cabecera y el pie, ayudan a soportar las cargas sobre el eje central. 
La torre destaca por las gárgolas de la cornisa y la crestería gótica del remate.

## Geografía humana

### Demografía
Cuenta con una población de 573 habitantes (INE 2024).
| Gráfica de evolución demográfica de Hornos entre 1842 y 2021                                                                                               |
| |
| Población de derecho según los censos de población del INE Población de hecho según los censos de población del INEEn este censo se denominaba Ornos: 1842 |

### Núcleos de población
| Núcleos de población                | Habitantes | Mujeres | Hombres | Distancia (km) |
| ----------------------------------- | ---------- | ------- | ------- | -------------- |
| Hornos de Segura (Núcleo principal) | 416        | 215     | 201     | 0 km           |
| Cañada Morales                      | 110        | 58      | 52      | 8 km           |
| La Capellanía                       | 22         | 9       | 13      | 8 km           |
| La Platera                          | 44         | 21      | 23      | 8 km           |
| El Tovar                            | 40         | 15      | 25      | 7 km           |
| El Tranco                           | 47         | 24      | 23      | 16 km          |
| La Venta                            | 5          | 3       | 2       | 6 km           |

## Economía

### Evolución de la deuda viva municipal
| Gráfica de evolución de Deuda viva del Ayuntamiento de Hornos entre 2008 y 2019                                |
| |
| Deuda viva del Ayuntamiento de Hornos en miles de Euros según datos del Ministerio de Hacienda y Ad. Públicas. |

## Organización político-administrativa

### Elecciones municipales
| Elecciones municipales desde 1979                      |      |      |      |      |      |      |      |      |      |      |      |      |
|                                                        | 1979 | 1983 | 1987 | 1991 | 1995 | 1999 | 2003 | 2007 | 2011 | 2015 | 2019 | 2023 |
| AP/PP                                                  | -    | 4    | 0    | 5    | 3    | 3    | 3    | 3    | 3    | 2    | 3    | 4    |
| PSOE                                                   | 2    | 3    | 5    | 2    | 4    | 4    | 4    | 4    | 4    | 5    | 4    | 3    |
| CSI                                                    | -    | -    | 2    | -    | -    | -    | -    | -    | -    | -    | -    | -    |
| UCD                                                    | 7    | -    | -    | -    | -    | -    | -    | -    | -    | -    | -    | -    |
| En negrilla el partido más votado                      |      |      |      |      |      |      |      |      |      |      |      |      |
| Fuente: Datos de las elecciones municipales desde 1979 |      |      |      |      |      |      |      |      |      |      |      |      |

### Alcaldía
| Periodo   | Nombre                  | Partido   |
| --------- | ----------------------- | --------- |
| 1979-1983 | Antonio Lozano Carrasco |           |
| 1983-1987 | Antonio Lozano Carrasco | 1983-1989 |
| 1987-1991 | Juan Adán Lara          |           |
| 1991-1995 | Alberto Martínez Gámez  |           |
| 1995-1999 | Julio Gómez Molina      |           |
| 1999-2003 | Juan Antonio Gila Real  |           |
| 2003-2007 | Juan Antonio Gila Real  |           |
| 2007-2011 | Juan Antonio Gila Real  |           |
| 2011-2015 | Juan Antonio Gila Real  |           |
| 2015-2019 | Juan Antonio Gila Real  |           |
| 2019-2023 | Juan Antonio Gila Real  |           |
| 2023-act. | Mario Navarro Muñoz     |           |

## Cultura

### Fiestas
En Hornos de Segura como en la mayoría de pueblos de la Sierra de Segura, la fiesta más importante es la Fiesta Mayor, en honor al patrón, San Roque. Durante el período de una semana en el mes de agosto se celebran bailes, campeonatos de bolos serranos, cine de verano y lo más importante y conocido son las "VAQUILLAS". En este acto se sacan durante tres días por la mañana y por la tarde tres toros por las calles del pueblo y los habitantes más atrevidos se meten al recinto para así torearlas, a este acto asisten muchas personas de los alrededores e incluso de toda España ya que muchos horneños son emigrantes a otras ciudades del país.

## Deportes
Un deporte muy característico de allí son los bolos serranos que consiste en lanzar una bola sin pasarse de una línea y darle al mingo de madera o de fibra y mandarlo lo más lejos posible. Se suelen hacer campeonatos y acude gente de Cortijos Nuevos, La Capellanía, Segura de la Sierra, Pontones, La Puerta de Segura, etc.

## Transporte

### Carreteras
| Tipo              | Identificador | Denominación                                   | Itinerario                                                                                   |
| ----------------- | ------------- | ---------------------------------------------- | -------------------------------------------------------------------------------------------- |
| Red Intercomarcal | A-317         | Carretera de La Puerta de Segura a Vélez-Rubio | La Puerta de Segura - Cortijos Nuevos - Hornos - Pontones - Santiago la Espada - Vélez-Rubio |

## Personas destacadas
Leo Rubio, cantautor.